# Combat de Malte du 24 août 1800
Le combat de Malte est une bataille navale livrée au large de Malte le 24 août 1800, pendant les guerres de la Révolution française et du Consulat.
Échappant au blocus auquel la Royal Navy soumet Malte, les frégates françaises Diane et Justice tentent une sortie dans la nuit du 24 août. Repérée, elles sont prises en chasse par la frégate Success et les vaisseaux Généreux (74 canons) et Northumberland (80 canons). Rejointe, la Diane est coulée. La Justice fuit et regagne Toulon le 1er septembre suivant.